# ポート (企業)
ポート株式会社（英: PORT INC.）は、東京都新宿区に本社を置く日本の企業である。人材領域、エネルギー領域を主力事業とした成約支援事業を展開している。

## 概要
2011年4月に株式会社ソーシャルリクルーティングとして設立。2015年にポート株式会社に商号変更。
主力事業は、人材領域、エネルギー領域である。
人材領域では、国内最大級の就活ノウハウ情報プロダクト「キャリアパーク！」や、国内最大級就活生向け企業口コミ情報プロダクト「就活会議」、就活生同士のコミュニティサイト「みん就」等を運営。新卒採用企業向けの人材紹介・業務支援サービスや、人材会社向けアライアンスサービスを提供している。
エネルギー領域では、「エネチョイス」や、「引越し手続き.com」等を運営。電気ガス事業者向けの販促支援サービスや、業務支援サービスを提供している。

## 沿革
出典：
- 2011年（平成23年）4月 - 株式会社ソーシャルリクルーティングを設立（東京都渋谷区渋谷）
- 2012年（平成27年）- 中国でのソーシャルリクルーティングサービスを開始
- 2014年（平成26年）
  - 6月 -「キャリアパーク!」を運用開始
  - インターネットメディア事業へ本格投資開始
- 2015年（平成27年）
  - 3月 - 本社を東京都新宿西新宿に移転。商号をポート株式会社に変更
  - 11月 - 国内初の遠隔診療サービス「ポートメディカル」運用開始[2]
- 2016年（平成28年）
  - 4月 - 宮崎県日南市にサテライトオフィスを設立
  - 6月 - お金に関するライフサポート型サイト「マネット」を運用開始
  - 9月 - 東京都新宿区西新宿にサテライトオフィス設立
  - 地域雇用課題の解決を目的とした地方創生サービスの運用を開始
- 2017年（平成29年）
  - 1月 - 医療領域でのインターネットメディア「オンラインクリニック」を運用開始[3]
  - 総額8億円の資金調達を実施
- 2018年（平成30年）12月 - 東京証券取引所マザーズ市場並びに福岡証券取引所Q-Board市場へ上場[3]
- 2019年（平成31年/令和元年）
  - オンラインを活用した高血圧診療サービス、テレメディーズBPのサービスの共同事業検証を開始
  - エキサイト社との共同開発コンテンツ「エキサイトキャッシング比較」の運営を開始
- 2020年（令和2年）
  - 6月 - 就活口コミ情報サイト「就活会議」を運営する就活会議株式会社を子会社化[4]
  - 7月 - リフォーム領域メディア「外壁塗装の窓口」を運営する株式会社ドアーズを完全子会社化[5]
- 2021年（令和3年）
  - 7月 - 地方創生・DX事業を推進している株式会社チェンジと資本業務提携[6]。完全無料オンラインスクール「ネットビジョンアカデミー」サービス開始
  - 12月 - メタバースを活用した就活相談サービス「就活メタバース」を業界初リリース[7]
- 2022年（令和4年）
  - 1月 - エネルギー領域に参入し、「エネチョイス」「引越手続き.com」を運営する株式会社INEを子会社化[8]
  - 7月 - オルタナティブ・ポート株式会社を設立、島根県隠岐郡西ノ島町と連携協定を締結
  - 9月 - 株式会社ジェイックとの資本業務提携[9]
  - 12月 - 本社を東京都新宿区西新宿に移転[10]
- 2023年（令和5年）
  - 1月 - ChatGPTを活用したインサイドセールスの自動化への検証を開始[11]
  - 2月 - 会社分割により、ポートエンジニアリング株式会社を子会社として設立[12]
  - 3月 - 株式会社リアステージとの資本業務提携[13]
  - 4月 - LITALICOとの業務提携、人材支援サービス拡大に向けた新会社「フローレス株式会社」を設立[14]
  - 5月 - 株式会社Five Lineの発行済み株式の一部を取得し子会社化[15]
  - 7月 - 2022年1月に子会社化した株式会社INEを完全子会社化[16]
  - 7月 - ポートエンジニアリングを株式会社ココナラへ譲渡[17]
- 2024年（令和6年）
  - 2月 - Matcher 株式会社と資本業務提携締結[18]
  - 4月 - 楽天グループ株式会社が運営していた「楽天みん就」を、新設会社であるみん就株式会社に吸収分割の方法で継承させたうえで、当社の株式を100％取得し完全子会社化[19]。「ネットビジョンアカデミー」をアクサス株式会社へ事業譲渡[20]
  - 5月 - 株式会社ドアーズをニフティライフスタイル株式会社へ譲渡[20]
  - 8月 -「JPX 日経中小型株指数」の2024年度構成銘柄に選定[21]

## グループ会社
- 就活会議株式会社
- みん就株式会社
- フローレス株式会社
- 株式会社INE
- 株式会社Five Line
- 株式会社ADVANX
- エナジーライフ株式会社
- オルタナティブ・ポート株式会社

## 受賞
- 2016年（平成28年） 宮崎県日南市のサテライトオフィスが2016年度グッドデザイン賞を受賞[22]